# Montréal-Est (ancienne circonscription fédérale)
Pour les articles homonymes, voir Montréal (homonymie).
Montréal-Est fut une circonscription électorale fédérale du Québec, située sur l'île de Montréal. Elle fut représentée à la Chambre des communes de 1867 à 1892.
C'est l'Acte de l'Amérique du Nord britannique de 1867 qui créa ce qui fut appelé le district électoral de Montréal-Est. Abolie en 1892, elle fut redistribuée parmi les circonscriptions de Saint-Jacques, Saint-Laurent et Sainte-Marie.

## Géographie
En 1892, la circonscription comprenait:
- Une partie de la ville de Montréal contenu dans les quartiers Saint-Louis, Saint-Jacques et Sainte-Marie

## Députés
1. 1867-1872 — George-Étienne Cartier, Libéral-conservateur
2. 1872-1878 — Louis-Amable Jetté, Libéral
3. 1878-1888 — Charles-Joseph Coursol, Conservateur
4. 1888¹-1896 — Alphonse Télesphore Lépine, Conservateur indépendant

- ¹   = Élection partielle